# Lo gnomo e il poliziotto
Lo gnomo e il poliziotto (A Gnome Named Gnorm) è un film del 1990 diretto da Stan Winston.

## Trama
Per fermare la criminalità di Los Angeles, un detective della polizia si fa aiutare da uno gnomo.